# День мертвецов: Злая кровь
«День мертвецов: Злая кровь» (англ. Day of the Dead: Bloodline) — болгаро-американский фильм ужасов режиссёра Эктора Эрнандеса Висенса. Ремейк фильма 1985 года. Премьера в США состоялась 5 января 2018 года, в России — 4 января. В ноябре 2018 года фильм возглавил список из 15 худших хорроров в истории кинематографа, основанный на оценках критиков сайта Rotten Tomatoes.

## Сюжет
Человечеству грозит вымирание в результате вируса, который делает из людей зомби. Команда военных смогла спрятаться в катакомбах, в которых девушка Зои ищет вакцину. И ей это почти удаётся, беда лишь в том, что отсутствует один элемент. В сопровождении военных Зои едет в город, где находится лаборатория, в которой она работала до эпидемии и где есть нужные вещества. Там же среди прочих зомби скрывается бывший сексуальный маньяк Макс. В момент начала эпидемии он пытался изнасиловать Зои, но был убит ворвавшимися зомби. Но даже сейчас, будучи зомби, Макс продолжает вожделеть её и пробирается на военную базу.

## В ролях
| Актёр               | Роль                              |
| ------------------- | --------------------------------- |
| Софи Скелтон        | доктор Зои Паркер                 |
| Джонатон Шек        | Макс                              |
| Джефф Гам           | лейтенант Мигель Саласар          |
| Маркус Ванко        | брат Мигеля Бака Саласар          |
| Марк Смит           | солдат и бывший футболист Альфонс |
| Лиллиэн Бланкеншип  | маленькая девочка Лили            |
| Ульяна Чен          | солдат-механик Люси               |
| Натан Купер         | солдат-адъютант Мигеля Сэйвин     |
| Шэри Уотсон         | солдат-медик Элиза                |
| Атанас Сребрев      | солдат-водитель Фрэнк             |
| Кристина Серафини   | жена Фрэнка Элли                  |
| Теодора Духовникова | мать Лили Венди                   |
| Ник Лоэб            | солдат Дерек                      |
| Башар Рахаль        | солдат Дэниелс                    |
| Лорина Камбурова    | однокурсница Зои Эбби             |
| Люк Казинс          | однокурсник Зои Питер             |